# Luciana Lamorgese
Luciana Lamorgese (Potenza, 11 de septiembre de 1953) es funcionaria pública y prefecto del ministerio del interior italiano. El 5 de septiembre de 2019 fue nombrada ministra del Interior en el Segundo Gobierno Conte. En febrero de 2021 fue confirmada en el gobierno Draghi.

## Biografía
Nacida en Potenza el 11 de septiembre de 1953, es licenciada en jurisprudencia y abogada.
Trabaja para el Viminale, el Ministerio del interior italiano, desde 1979, ascendiendo a inspectora en 1989, viceprefecta en 1994 y prefecta o comisaria en 2003. Ha sido prefecto de Venecia entre 2010 y 2013, bajo el mandato del alcalde demócrata Giorgio Orsoni. En junio de 2013 fue llamada por el entonces ministro del Interior Angelino Alfano para cubrir el puesto de Jefe de Gabinete, en sustitución de Giuseppe Procaccini.
En 2017, con el fin del Gobierno Renzi, vuelve a la prefectura de Milán, en sustitución de Alessandro Maragoni.
El 13 de noviembre de 2018 es nombrada Consejera de Estado por el Gobierno del presidente Giuseppe Conte, en su Primer Gobierno.

### Ministra del Interior
El 5 de septiembre de 2019 asume la cartera de ministra del interior en el Segundo Gobierno Conte. Su nombramiento como ministra fue celebrado por el presidente de la República, Sergio Mattarella.

## Posiciones políticas
Descrita como "altamente estimada por Caritas y las asociaciones del tercer sector", administró el plan de incentivos para los municipios que acogen a los solicitantes de asilo y contribuyó a crear los primeros puntos críticos de recepción durante la "crisis de refugiados" de los años 2015-2017. Con el fin de evitar que la recepción de refugiados se concentre en algunas ciudades, Lamorgese canceló algunas ordenanzas emitidas por los municipios de Cologno Monzese , Senago , Trezzo sull'Adda con una mayoría mayoritaria , que preveía multas para los ciudadanos e instituciones que tenían la intención de acoger a los solicitantes de asilo .
Al mismo tiempo, durante su mandato en Milán, Lamorgese llevó a cabo 127 desalojos, principalmente de inmigrantes ilegales y drogadictos, de edificios ocupados ilegalmente. Entre los desalojos más destacados se encuentra el de un edificio ubicado en via Cavezzali, que Lamorgese recuerda haber preparado durante ocho meses, y otro en el número 59 en via Palmanova, en el área de viale Padova, conocida por un gran mercado.
Matteo Salvini declaró que bajo Lamorgese, se registró una caída del 8,7% en la Prefectura de Milán: por esta razón, le dio una placa de agradecimiento el día de su retiro .